# Coureur des bois
Coureur des bois (wym. [kuʁœʁ de bwɑ]; goniec leśny) - określenie myśliwych i traperów, którzy w XVII i XVIII wieku wyruszali z Nowej Francji na północny zachód dzisiejszych Stanów Zjednoczonych i południowy zachód Kanady po futra dzikich zwierząt (zwłaszcza bobrów), które pozyskiwali samodzielnie lub nabywali od Indian.
Coureur des bois pojawili się w pierwszych latach po założeniu Québecu (1608). Pod koniec XVII wieku było około 500 gońców leśnych.